# Liste der politischen Parteien in Monaco
Diese Liste enthält eine Übersicht über gegenwärtige politische Parteien im Fürstentum Monaco.

## Parteien

### Parlamentsparteien
Wahl von 2018 (2013); 16 Sitze für Kandidaten mit den meisten Listen- und Einzelstimmen, 8 Sitze nach Verhältniswahl mit 5-%-Klausel
| Parteilogo | Parteiname              | Akronym | Vorsitzender | Gründungsjahr | Prozent | Abgeordnetenzahl 2018 | Ideologie | Politisches Spektrum  |
| ---------- | ----------------------- | ------- | ------------ | ------------- | ------- | --------------------- | --------- | --------------------- |
|            | Primo ! Priorité Monaco | PRIMO   |              | 2017          | 57,7 %  | 21                    |           | liberal, EU-skeptisch |
|            | Horizon Monaco          | HM      |              | 2017          | 26,2 %  | 2                     |           | konservativ           |
|            | Union Monégasque        | UM      |              |               | 16,2 %  | 1                     |           | zentristisch          |

### Weitere Parteien
| Parteilogo | Parteiname                | Akronym | Vorsitzender | Gründungsjahr | Ideologie | Politisches Spektrum                     |  |
| ---------- | ------------------------- | ------- | ------------ | ------------- | --------- | ---------------------------------------- |  |
|            | Renaissance               | R       |              |               |           | pro Interessen der Beschäftigten der SBM |  |
|            | Rassemblement et Enjeux   | R&E     |              |               |           |                                          |  |
|            | Union pour la Principauté |         |              |               |           |                                          |  |
|            | Synergie Monégasque       |         |              |               |           |                                          |  |

### Ehemalige und historische Parteien
| Parteilogo | Parteiname                              | Akronym | Vorsitzende/Vorsitzender | Gründungsjahr | Auflösungsjahr | Grund             |
| ---------- | --------------------------------------- | ------- | ------------------------ | ------------- | -------------- | ----------------- |
|            | Union des Monégasques                   |         |                          |               | 2017           | in UM aufgegangen |
|            | Union nationale pour l’avenir de Monaco | UNAM    |                          |               | 2017           | in UM aufgegangen |